# 1783 en droit
Cet article présente les faits marquants de l'année 1783 en droit.

## Événements
- 16 janvier : patente du mariage qui établit le mariage civil en Autriche[1].

- 22 janvier : le Renunciation act accorde à l'Irlande sa pleine autonomie législative[2].
- 18 mars, Espagne : réhabilitation des professions méprisées[3] parce qu’autrefois exercées par les Juifs : tanneur, cordonnier, forgeron, tailleur…
- 31 mars : « Systematica gentis Judaicae regulatio » (Régularisation systématique du statut des Juifs) en Hongrie[4]. Ils bénéficient de l’accès aux villes, de l’exercice de l’industrie, de l’admission dans les écoles chrétiennes sans porter de signes distinctifs.

- 16 juin : les Quakers britanniques fondent une association antiesclavagiste[5].

- 17 décembre : à la suite des manœuvres de Georges Nugent-Temple sur la question du bill de l'Inde de Fox, le Parlement britannique vote une condamnation considérant l'influence que détient le souverain dans le vote parlementaire comme « un grand crime ». William Pitt le Jeune et Georges Nugent-Temple sont dans l'obligation de démissionner.

## Publications
- Ferdinand Rapedius de Berg,Mémoire sur la question : depuis quand le droit romain est-il connu dans les provinces des Pays-Bas autrichiens & depuis quand y a-t-il force de loi ?, Bruxelles, Imprimerie académique ; couronné par l'Académie royale des sciences, des lettres et des beaux-arts de Belgique.

## Décès
- 18 août : John Dunning, premier lord Ashburton, jurisconsulte britannique, premier avocat du barreau de Londres (° 18 octobre 1731).